# 2010年の中華人民共和国
2010年の中華人民共和国では、2010年（中華民国99年）の中華人民共和国に関する出来事について記述する。

## できごと

### 1月
- 1月4日 - 陝西省で中国石油天然気集団公司のパイプラインが破損し黄河にディーゼル油が流出[1]。
- 1月24日 - 中国政府がGoogleへのサイバー攻撃への政府の関与を否定。

### 2月
- 王濛がバンクーバーオリンピックで自身3個目の金メダルを獲得。

### 4月
- 4月14日 - 青海地震

### 5月
- 5月1日 - 上海国際博覧会（上海万博）[2]開幕

### 7月
- 7月1日 - 国防動員法施行
- 7月15日 - 7月16日 - 中国農業銀行が15日に上海株式市場(A株）、16日に香港株式市場(H株）に新規株式公開を行った。調達額が総額221億ドルとなり、これまでで世界最大となった。

### 9月
- 9月7日 - 尖閣諸島中国漁船衝突事件

### 10月
- 10月1日 - 嫦娥2号打ち上げ。
- 10月8日 - ノーベル平和賞に劉暁波が選ばれる。
- 10月16日 - 河北大学飲酒運転ひき逃げ事件
- 10月19日 - チベットで大規模な抗議行動。
- 10月28日 - 天河一号が世界最速のスーパーコンピューターとなる。
- 10月31日 - 上海国際博覧会閉幕

### 11月
- 11月12日 - 11月27日 - 広州市で第16回アジア大会が開催。
- 11月15日 - 2010年上海マンション火災

### 12月
- 12月10日 - 劉暁波がノーベル賞授賞式を欠席。
- 12月18日 - 黄海中国漁船沈没事件
- 北斗衛星測位システム（Beidou）2号の運用開始

## 周年

### 5月
- 5月11日 - マテオ・リッチ（宣教師。欧州の最新技術を中国にもたらす）没後400年。

### 6月
- 6月8日 - 胡風（作家）没後25年。
- 6月12日 - 華羅庚（数学者）没後25年。

### 10月
- 10月18日 - 英仏連合軍による円明園の破壊から150年。

### 日付が不明のもの
- 黄宗羲（清末の儒学者。考証学の祖）生誕400周年。

## 死去
- 3月13日 - 何平平、世界で一番身長が低い人物（1988年 -）
- 6月7日 - 柴沢民、外交官（1916年 -）
- 10月18日 - 彭冲、政治家（1915年 -）